# Moritz Müller (Maler, 1841)
Moritz Gustav Müller der Ältere (* 8. April 1841 in München; † 31. März 1899 ebenda) war ein deutscher Wild- und Jagdmaler.
Er war der Sohn des Malers Moritz Müller (Feuermüller) und Vater des Malers Moritz Müller des Jüngeren sowie Schüler Wilhelm von Kaulbachs.

## Werke (Auswahl)
- 1876: Ein Kampf um’s Dasein

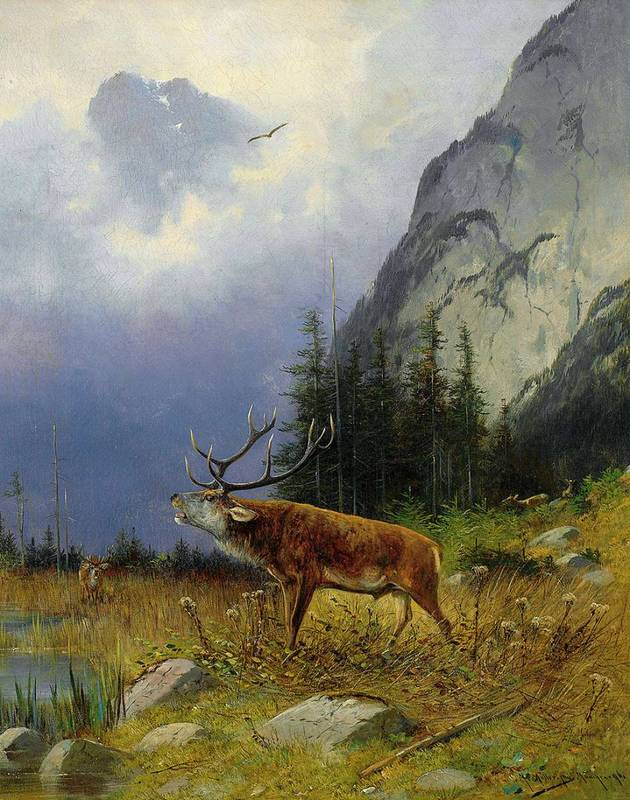
Moritz Müller: Röhrender Hirsch auf einer Lichtung vor Fels, 1896

- 1877: Hirschfamilie (gelistet bei Sotheby’s 1980)[1]
- 1880: Edelwild im Gebirge
- König der Berge (Hirsch auf einer Anhöhe)
- Vereitelte Gemspürsche
- Weidmanns Heil
- Hund mit einem Fuchs im Maul (Öl auf Leinwand)[2]